# Снайви
Снайви (яп. ツタージャ цутадзя, англ. Snivy) — один из самых известных покемонов, существо из серии игр, манги и аниме «Покемон», принадлежащей компаниям Nintendo и Game Freak. Наряду с Тепигом и Ошавоттом, Снайви является одним из трёх стартовых покемонов в играх Pokémon Black, White, Black 2 и White 2.

## Концепция и характеристики
Снайви является покемоном-рептилией. Большая часть тела Снайви окрашена в зелёный цвет, а живот — в светло-кремовый. От плеч покемона к его хвосту идут желтые линии, и одна жёлтая линия есть у него на спине. Также в жёлтый цвет окрашены его веки и маленькие крылышки, напоминающие отворот плаща. Хвост Снайви похож на геральдическую лилию. Несмотря на то, что Снайви относится к змеям, у него есть полнофункциональные конечности, которые позже утрачиваются при эволюции. Руки покемона, как и тело, зелёного цвета, а на конце каждой руки находится три маленьких пальчика, хотя маленькие короткие ножки покемона не имеют никаких мест сгиба вообще.
Лист на хвосте Снайви способен вырабатывать энергию при фотосинтезе, делая покемона здоровее и сильнее. Когда покемон теряет энергию, хвост начинает обвисать. Снайви считается умным покемоном со сдержанным характером и никогда не паникует, даже при встрече с более крупным противником.
Первой эволюцией Снайви является Сервайн, а второй — Серпериор.

## Появления

### В аниме
В аниме «Покемон» фигурируют два Снайви. Первого профессор Джунипер подарила Трипу, который является соперником Эша — главного героя сериала. Вторая Снайви женского пола досталась самому Эшу.

### В манге
В манге Pokémon Adventures Снайви также фигурировал как один из трёх стартовых покемонов в лаборатории профессора Джунипер, которые были предназначены для будущих тренеров. Снайви достался Черену — одному из главных героев манги.
В Be a Master!! Pokémon BW Снайви — спутник Монты, протагониста манги, основанной на играх Black и White. По мере продвижения сюжета, Снайви эволюционировал сначала в Сервайна, а затем и в Серпериора.

## Реакция и восприятие
По информации Official Nintendo Magazine, Снайви — самый популярный из стартовых покемонов в Black и White. Сразу после его появления фанаты за внешний вид окрестили покемона прозвищем «Смаглиф» (от англ. smug — самодовольный), и практически сразу прозвище стало своеобразным интернет-мемом.